# Keltisk rit
Uttrycket Keltisk rit används i vår tid retroaktivt som paraplybeteckning om sådana kristna gudstjänstordningar och liturgiska sedvanor som förekom i Britannien och på Irland under fornkyrkan och tidig medeltid, d.v.s. under tiden före den stora schismen mellan västkyrkan och östkyrkorna. Uttrycket användes sannolikt inte av dåtida kristna, och skillnaden mellan lokalkyrkor i det geografiska området och mellan olika tidpunkter under perioden måste ha varit avsevärda. Keltisk rit ersattes stegvis av romersk rit och dog ut helt på 1200-talet.

## Den brittiska kyrkan
Förekomsten av en kristen kyrka i den romerska provinsen Britannien är känd från författarna Tertullianus och Origenes omkring år 200. Britannien beboddes vid denna tid av stammar som talade keltiska språk (släkt med nutidens kymriska), men som i hög utsträckning var tvåspråkiga, med latin som andraspråk. Kulturen söder om Hadrianus mur brukar kallas för romano-brittisk. Arkeologiska fynd visar att den keltiska kyrkans tidiga utbredningsområde måste ha omfattat nuvarande Kent, Sussex, Dorset och Devonshire, d.v.s. de områden som hade den mest intensiva handeln med medelhavsvärlden.
Biskoparna av London, Lincoln och York var närvarande vid ett lokalt kyrkomöte i Arles år 314, och brittiska biskopar deltog i det lokala kyrkomötet i Rimini år 359. Caerleons stift grundades på 400-talet av S:t Dyfrig, men stiftets biskopsstol flyttades på 500-talet till staden Menevia av S:t David av Wales, som givit upphov till Menevias nutida ortnamn: St. Davids.
En första invasion av anglosaxare inträffade vid 400-talets mitt varefter en större expansionsvåg tog sin början på 570-talet. Därvid drevs den kymrisktalande befolkningen västerut till West Country, Wales och Cumbria. Vid tidpunkten utövade de flesta anglosaxare ännu västgermansk religion, och i vad som senare skulle bli Englands centrala delar dog den brittiska kyrkan ut. Under inflytande av keltiskt kristna övergick kung Edwin av det angliska kungariket Northumbria till kristendomen år 627. Genom Augustinus av Canterbury övergick Englands södra delar till kristendomen fr.o.m. 590-talet, men den kyrka som växte fram i södra England följde, till skillnad från den northumbriska kyrkan, vanligtvis romersk rit.

## Den irländska kyrkan
Kyrkan på Irland växte fram i början av 400-talet. Endast ett fåtal missionärer är kända till namnet, främst Palladius och Sankt Patrik.

### De skotska stiften
Genom irländsk mission växte en kyrka fram i Skottland under 400-, 500- och 600-talet. Några av de skotska stiften behöll den keltiska riten längre än engelska och irländska stift.

## Gudstjänstliv

### Mässan
Den enda fullständiga källtexten till keltisk mässordning är det s.k. Lorrha-Stowe-missalet. Det s.k. Bobbio-missalet förefaller tillhöra ambrosiansk rit, men uppvisar ett fåtal särdrag som kan vara keltiska, och ordningarna för andra sakrament i Bobbiomissalet är inte ambrosianska.

### Officiet
Den viktigaste källan till kunskap om hur det dagliga officiet (eller tidegärden) firades enligt keltisk rit är det s.k. Bangor-antifonalet.